# Reverend Bizarre
I Reverend Bizarre sono stati un gruppo doom metal finlandese. Formatisi nel 1995, erano artefici di un doom tradizionale lento e pesante e da un'interpretazione drammatica nel canto, sulla scia di band come Saint Vitus, Pentagram e Black Sabbath. La band viene considerata uno dei nomi di punta del doom metal tradizionale degli anni 2000.

## Storia

### Inizi (1994-1999)
La band si è formata nel 1994 a Lohja. Albert Witchfinder, Peter Vicar e Juippi iniziano a suonare nell'autunno del 1997, dopo aver concluso il servizio militare. Nell'estate del 1998, Albert si trasferisce a Turku per continuare insieme a Vicar a comporre musica con i Reverend Bizarre. Per completare la formazione, si mettono in contatto con Earl of Void, da poco uscito di prigione. La demo di Slice of Doom viene registrata in soli tre giorni (16, 17 e 23 agosto 1999), e successivamente inviata a diverse case discografiche.
Secondo Albert Witchfinder, la band aveva pianificato altri tre album, dopo il secondo disco - intitolati rispettivamente Songs from the Funereal World, Heavier Than Life e How It Was Meant to Be - ma questo piano viene presto scartato e il gruppo da alla luce soltanto un altro LP, per porre quindi fine ai Reverend Bizarre "prima che iniziassero a fare schifo". L'album di commiato, III So Long Suckers, viene registrato nella prima metà del 2007 e pubblicato nell'agosto dello stesso anno. Gli ultimi concerti della band si sono svolti durante l'autunno e l'inverno del 2006 culminando in un'esibizione finale a Turku.

### Scioglimento e progetti collaterali (2007)
Inizialmente erano previsti cinque album. Il 17 agosto 2007, dopo aver scartato questo piano, la band ha annunciato su MySpace l'intenzione di pubblicare il loro ultimo disco, III: So Long Suckers. Alla fine del 2007 comunicano di voler pubblicare altro materiale.
Dopo lo scioglimento dei Reverend Bizarre, i membri della band si sono concentrati su vari gruppi e progetti. Nel 2005, Albert Witchfinder è diventato un membro dei The Puritan e di un progetto solista chiamato Opium Warlords, e Peter Vicar ha fondato una nuova band chiamata Lord Vicar. Entrambi hanno pubblicato (oltre a brani originali) canzoni originariamente destinate a Reverend Bizarre e che sarebbero dovute apparire in due futuri album mai stati pubblicati. Inoltre, tutti e tre i membri dei Reverend Bizarre continuano a fare musica assieme negli Orne (originariamente conosciuti come Mesmer), gruppo progressive in cui Void si occupa delle parti di batteria. Witchfinder è apparso come cantante in entrambi i full-length degli Orne, ossia nell'album di debutto del 2006 The Conjuration by the Fire e nel secondo album del 2011 The Tree of Life.

## Formazione
- Albert Witchfinder – voce, basso
- Peter Vicar – chitarra
- Earl of Void – batteria, chitarra, tastiere

Membri precedenti
- Juippi – batteria

## Discografia
- 2002 : In the Rectory of the Bizarre Reverend
- 2005 : II: Crush the Insects
- 2007 : III: So Long Suckers